# Varațiuni pe aceeași temă
Varațiuni pe aceeași temă este un film românesc din 1974 regizat de Dona Barta.

## Distribuție
Distribuția filmului este alcătuită din:
- Eva Pătrășcanu — crainic